# Testudinella mucronata
Testudinella mucronata är en hjuldjursart som först beskrevs av Gosse 1886.  Testudinella mucronata ingår i släktet Testudinella och familjen Testudinellidae. Arten är reproducerande i Sverige.

## Underarter
Arten delas in i följande underarter:
- T. m. mucronata
- T. m. tasmaniensis